# Ресилово
Ресилово или Росилово (грч. Χαριτωμένη, Харитомени) је насељено место у општини Просечен у периферији Источна Македонија и Тракија, Грчка. Према попису из 2021. године било је 246 становника.
Према бугарском географу и историчару, Василу Канчову, у Ресилову је 1900. године живело 500 Турака хришћана и 350 Турака муслимана. Године 1923. муслиманско становништво је принудно исељено у Турску а на њихово место је насељена 191 грчка избегличка породица из Турске, укупно 540 особа. На попису из 1928. године Ресилово је мешовито насеље са 799 становника.